# Lenguas kiowa-tanoanas
Las lenguas kiowa-tanoanas son una familia de lenguas indígenas americanas habladas en Nuevo México, Kansas, Oklahoma y Texas.
Dentro de la familia, el grupo tanoano está formado por las lenguas tewa, tigua y towa o jémez. El tigua presenta diferencias entre sus dialectos septentrionales (taos, picurís), sus dialectos meridionales (sandía, isleta, isleta del sur, piro). Estas lenguas se hablan en su mayoría la región habitada por los indios pueblo en Nuevo México. Por otro lado, el grupo kiowa representado en la actualidad por una sola lengua, hablada en suroeste de Oklahoma, y que previamente ocupaba un territorio más amplio dividido entre Nuevo México, Texas y Oklahoma. Existen otras lenguas extinguidas del subgrupo piro que se consideran más cercanas al grupo tanoano.

## Clasificación

### Lenguas de la familia
No existe un consenso completo sobre la ramificación y diversificación de la familia kiowa-tanoana, aunque una propuesta con gran aceptación es la siguiente:

| Septentrional | \| \| Taos: 803 (1990)[6] \| \| \| \| \| \| Picurís: 101 (1990)[6] \| \| \| \| |
|               | \| \| Taos: 803 (1990)[6] \| \| \| \| \| \| Picurís: 101 (1990)[6] \| \| \| \| |
|               | Tigua Meridional: 1500 (1980); 1630 (1980)                                     |
|               |                                                                                |
|               | Piro (†, extinto)                                                              |
|               |                                                                                |
|               | Taos: 803 (1990)                                                               |
|               |                                                                                |
|               | Picurís: 101 (1990)                                                            |
|               |                                                                                |

|  | Taos: 803 (1990)    |
|  |                     |
|  | Picurís: 101 (1990) |
|  |                     |

| Septentrional | \| \| Taos: 803 (1990)[6] \| \| \| \| \| \| Picurís: 101 (1990)[6] \| \| \| \| |
|               | \| \| Taos: 803 (1990)[6] \| \| \| \| \| \| Picurís: 101 (1990)[6] \| \| \| \| |
|               | Tigua Meridional: 1500 (1980); 1630 (1980)                                     |
|               |                                                                                |
|               | Piro (†, extinto)                                                              |
|               |                                                                                |
|               | Taos: 803 (1990)                                                               |
|               |                                                                                |
|               | Picurís: 101 (1990)                                                            |
|               |                                                                                |

|  | Taos: 803 (1990)    |
|  |                     |
|  | Picurís: 101 (1990) |
|  |                     |

### Relaciones con otras lenguas
Diversos autores han postulado que existe algún parentesco lejano entre las lenguas kiowa-tanoanas y las lenguas uto-aztecas (hipótesis azteco-tanoana) pero la evidencia es escasa y está lejos de ser concluyente (en la sección de léxico se puede comprobar que algunas formas kiowa-tanoanas guardan algún parecido con las formas uto-aztecas, pero por sí mismas esas coincidencias no permiten dar por seguro el parentesco).

## Características comunes

### Fonología
La tabla de más abajo refleja el inventario consonántico reconstruido para el proto-kiowa-tanoano, la proto-lengua que habría dado lugar a las lenguas kiowa-tanoanas actuales, tal como fue reconstruido por Hale (1967) basándose en las correspondencias regulares en posición inicial:
|           |             | Labial | Alveolar | Alveolar | Velar | Labio- velar | Glotal |
| --------- | ----------- | ------ | -------- | -------- | ----- | ------------ | ------ |
| Oclusiva  | sonora      | *b     | *d       | *ʒ       | (*g)  | *gʷ          |        |
| Oclusiva  | sorda       | *p     | *t       | *c       | *k    | *kʷ          | *ʔ     |
| Oclusiva  | glotalizada | *pʼ    | *tʼ      | *cʼ      | *kʼ   | *kʷʼ         |        |
| Oclusiva  | aspirada    | *pʰ    | *tʰ      | *cʰ      | *kʰ   | *kʷʰ         |        |
| Nasal     | Nasal       | *m     | *n       |          |       |              |        |
| Fricativa | Fricativa   |        |          | *s       |       |              | *h     |
| Semivocal | Semivocal   | *w     |          |          |       |              |        |
Los signos /c, cʼ, cʰ/ son los signos empleados del AFA para africadas (en IPA se denotan como /ʦ, ʦʼ, ʦʰ/). La evidencia en favor de /*g/ deriva de los prefijos; el fonema /*g/ no aparece en posición inicial estricta y por tanto, aquí se indica entre paréntesis. Hale también reconstruye el rasgo de nasalidad para las vocales nasales. La calidad vocálica y otras características prosódicas como la cantidad vocálica, el tono o el acento todavía no han sido propiamente reconstruidas. A pesar de eso Hale (1967) esboza algunos conjuntos de correspondencias que incluyen la cantidad vocálica.
La siguiente table ilustra las correspondencias fonéticas entre las consonantes iniciales reconstruidas para el proto-kiowa-tano y los correspondientes sonidos en las lenguas modernas:
| PROTO- KIOWA-TANO | Taos    | Tewa | Jémez | Kiowa |            | PROTO- KIOWA-TANO | PROTO- KIOWA-TANO | Taos  | Tewa | Jémez | Kiowa |
| PROTO- KIOWA-TANO | Taos    | Tewa | Jémez | Kiowa | consonante | contexto fonético |                   | Taos  | Tewa | Jémez | Kiowa |
| *h                | h       | h    | ∅[11] | h     | *dz        |                   | j                 | j, dʒ | z    | d     |       |
| *ʔ                | ʔ       | ʔ    | ʔ     | ∅     | *d         | ante vocal oral   | l                 | d     | d    | d     |       |
| *p                | p       | p    | p     | p     | *d         | ante vocal nasal  | n                 | n     | n    | d     |       |
| *pʼ               | pʼ      | pʼ   | pʼ    | pʼ    | *n         |                   | n                 | n     | n    | n     |       |
| *pʰ               | pʰ      | f    | ɸ     | pʰ    | *w         |                   | w                 | w     | w    | j     |       |
| *b                | m       | m    | m     | b     | *ɡʷ        |                   | w                 | w     | kʷ   | ɡ     |       |
| *m                | m       | m    | m     | m     | (*ɡ)       |                   | k                 | ɡ     | k    | ɡ     |       |
| *t                | t       | t    | t     | t     | *k         |                   | k                 | k     | k    | k     |       |
| *ts               | tʃ[12]  | ts   | s     | t     | *kʷ        |                   | kʷ                | kʷ    | ɡ    | k     |       |
| *tʰ               | tʰ      | θ    | ʃ     | tʰ    | *kʷʼ       |                   | kʷʼ               | kʷʼ   | ɡ    | kʼ    |       |
| *tsʰ              | s       | s    | ʃ     | tʰ    | *kʼ        |                   | kʼ                | kʼ    | kʼ   | kʼ    |       |
| *s                | ɬ       | s    | c[13] | s     | *kʰ        |                   | x                 | x     | h    | kʰ    |       |
| *tʼ               | tʼ      | tʼ   | tʼ    | tʼ    | *kʷʰ       |                   | xʷ                | xʷ    | h    | kʰ    |       |
| *tsʼ              | tʃʼ[14] | tsʼ  | tʼ    | tʼ    |            |                   |                   |       |      |       |       |
Como puede comprobarse en la tabla anterior, se han dado un buen número de confusiones de sonidos o pérdidas de contrastes fonémicos en las diferentes lenguas

### Morfología
Los pronombres personales en las lenguas kiowa-tanoanas distinguen entre tres personas gramaticales. Aunque el piro y el tewa distinguen sistemática el singular del plural, en tiwa y kiowa las formas de plural son idénticas a las de singular:
| PERSONA | Kiowa | Tigua | Tewa | Piro  | proto-KT | proto-UA |
| ------- | ----- | ----- | ---- | ----- | -------- | -------- |
| 1.ª     | no-   | ną    | ną   | na-oé | *na-     | *ni-     |
| 2.ª     | ám    | ʔą    | ʔų   | e-kié | *ʔim-    | *im-     |
| 3.ª     |       | ąwaną |      | wa    |          |          |
Donde se ha empleado la grafía <ą, ų> representa a las vocales nasales /an, un/.
Otro aspecto gramatical interesante es la existencia de oposición entre diátesis directa/inversa.

### Comparación léxica

#### Numerales
Los numerales para diferentes lenguas kiowa-tanoanas son:
| GLOSA | Kiowa-Towa | Kiowa-Towa | Tewa-Tiwa | Tewa-Tiwa    | Tewa-Tiwa   | PROTO- KIOWA-TANO |
| GLOSA | Jémez      | Kiowa      | Tewa      | Tiwa septen. | Tiwa merid. | PROTO- KIOWA-TANO |
| ----- | ---------- | ---------- | --------- | ------------ | ----------- | ----------------- |
| '1'   | pˀɨ̜        | páːgɔ̀      | wîʔ       | wẽ́mò         | ˈwimˀa      | *pɨmˀa            |
| '2'   | wî(š)      | jíː        | wíye      | wíʔìnò       | ˈwisi       | *wiʦʰi            |
| '3'   | (tá)       | pʰã́ò       | poeye     | pôyùo        | ˈpacɔᵃ      | *payuwo           |
| '4'   | wíː(l)     | jíkjá      | yôenu     | wìanò        | wiᵃn        | *wian-            |
| '5'   | pˀįːtˀō    | ʔɔ̃́ntˀɔ̀     | pˀa̹ːnú    | pˀônyùo      | ˈpˀandɔᵃ    | *pˀanto           |
| '6'   | mį́ːtʸī     | mɔ́sɔ́       | sí        | mõ̂ɬì         | ˈmaɬi       | *masi             |
| '7'   | sɨ́         | pã̀nsẽ́      | ʦé        | ʦù           | shú         | *ʦɨ               |
| '8'   | hɨ́         | jáʦẽ́       | khâːve    | xʷílì        | hwiři       | *kʷʰidi           |
| '9'   | hɨ̜̄         | kɔ́ʦẽ́       | whä̜ːnu    | xʷiẽ̀         | hɔ̃ᵃ         | *kʷʰiã-           |
| '10'  | tǽ̜pʼɨ̜      | kɔ́kʰĩ̀      | tä̜        | tẽ́kʔɵtim     | ˈtiðɜhɜm    | *tæn-             |
El término para '3' del jémez es un préstamo del navajo. El tiwa septentrional corresponde a la variedad de Taos.

#### Cognados
A continuación se presentan algunos cognados que apoyan las correspondencias examinadas en el apartado de fonología:
|          | Taos   | Tewa | Jémez  | Kiowa  | GLOSA                                                             |
| -------- | ------ | ---- | ------ | ------ | ----------------------------------------------------------------- |
| *b       | mɑ̃     | mãʔ  | mĩ́ː    | bɔ     | 'llevar'                                                          |
| *m       | mæ̃̀n-   | mãn  | mãté   | mɔ̃ː-dɔ | 'mano'                                                            |
| *d (+ V) | līlū-  | diː  | délʔɨː | –      | 'gallo'                                                           |
| *d (+ Ṽ) | ˈnæ̃̄m-  | nãn  | nṍː    | dɔ̃-m   | 'arena' (en Taos), 'suelo' (en Tewa, Kiowa), 'espacio' (en jémez) |
| *n       | næ̃̄     | nãː  | nĩ́ː    | nɔ̃ː    | 1.ª del signular                                                  |
| *ts      | ˈtʃī   | tsíː | sé     | ta     | 'ojo'                                                             |
| *t       | tũ̀     | tṹ   | tɨ̃́     | tõ-    | 'decir'                                                           |
| *tsʰ     | sũ̀     | sũwẽ | sɨ̃́     | tʰõ-m  | 'beber'                                                           |
| *tʰ      | ˈtʰɤ̄   | θáː  | ʃó     | tʰa-   | 'romper' (en Taos, Tewa, Jémez), 'dañar mucho' (en Kiowa)         |
| *ts’     | ˈtʃʼɑ̄- | –    | –      | tʼɔ-l  | 'hígado'                                                          |
| *t’      | tʼɑ́-   | tʼon | tʼaː   | tʼɔː   | 'antílope'                                                        |
| *dz      | jɑ̄-    | –    | zǽː    | dɔ     | 'canción' (en Taos, Jémez), 'cantar' (en Kiowa)                   |

#### Similitudes con el utoazteca
Algunos ejemplos de formas léxicas comparadas en kiowa, en tewa y en proto-utoazteca.
| GLOSA    | Kiowa  | Tewa   | Tigua   | proto-UA    |
| -------- | ------ | ------ | ------- | ----------- |
| 'uno'    | páːgɔ̀  | wîʔ    | wẽ́mò    | *sɨm-       |
| 'dos'    | yiː    | wíyeh  | wíʔìnò  | *wō-        |
| 'tres'   | pʰã́ò   | poeye  | pôyùo   | *pahai      |
| 'cuatro' | yíkyá  | yôenu  | wìanò   | *nā-woho-   |
| 'cinco'  | ʔɔ̃́ntˀɔ̀ | pˀa̹ːnú | pˀônyùo | *ma-        |
| 'hombre' | chˀi   | sen    | soan    | *taka       |
| 'mujer'  | ma     | kʷeː   |         | *uka, *mu¢i |
| 'mano'   | mɔ̃ː-dɔ | mãn    | mæ̃̀n-    | *maʔ-       |
| 'sol'    | pay    | than   |         | *tama       |
| 'luna'   | pˀahy  | pˀóe   |         | *mī¢a       |
| 'agua'   | tˀon   | pˀoe   | pˀâ     | *pāʔ        |
| 'yo'     | nɔ̃ː    | nãː    | næ̃̄      | *nɨʔ(ɨ)     |
| 'tú'     | ám     | ʔũ     | ʔã      | *ɨm(ɨ)      |